# 釈智慧
釈 智慧（しゃく ちえ、1933年－2019年7月13日）は、中国香港の禅宗の禅僧。広東省仏山市南海県西樵山出身で俗姓は潘氏。元香港仏教聯合会第61至63期董事会会長、宝蓮禅寺董事会主席、世界仏教僧伽会副会長、新界郷議局執行委員、大澳郷事委員会副主席。

## 略歴
1940年1月4日に広東省仏山市南海県西樵山に生まれた。3歳で父を亡くし、5歳で母と一緒に香港に来て叔父に頼った。叔父釈筏可は宝蓮寺の2番目の住職である。
30歳で香港宝蓮禅寺にて出家得度。1966年、宝蓮禅寺董事に就任。1979年、彼は香港・マカオ仏教界の代表団を組織して北京を訪問し、大陸部と香港・マカオの30年間の宗教界関係を回復し、宗教界の「氷を砕く旅」と見なされた。以後、新界郷議局に選出される。2000年から2011年まで離島区議会区議員を務めていた。1998年から2008年までは第9回及び第10回港区全国人民代表大会代表を務めた。
2019年7月14日、享年86で入滅。宝蓮禅寺にて示寂。

## 勲章
- 1990年、栄誉奖章（BH）
- 1996年、大英帝国勲章（MBE）
- 2005年、銅紫荊星章
- 2015年、銀紫荊星章